# Michail Ivanov (vattenpolospelare)
Michail Vladimirovitj Ivanov (ryska: Михаил Владимирович Иванов), född 18 april 1958 i Moskva, är en före detta sovjetisk vattenpolospelare. Han tog OS-guld 1980 och OS-brons 1988 med Sovjetunionens landslag.
Ivanov spelade åtta matcher och gjorde tio mål i den olympiska vattenpoloturneringen i Moskva. Han spelade sju matcher och gjorde fem mål i den olympiska vattenpoloturneringen i Seoul.
Ivanov tog VM-guld i samband med världsmästerskapen i simsport 1982 i Guayaquil i Ecuador.